# Port lotniczy Cardiff
Port lotniczy Cardiff (IATA: CWL, ICAO: EGFF) – międzynarodowy port lotniczy położony w Rhoose, 19 km na południowy zachód od centrum Cardiff. Jest największym portem lotniczym w Walii. W 2007 obsłużył ponad 2 mln pasażerów.

## Linie lotnicze i połączenia
| Linia lotnicza  | Kierunek |
| --------------- | --- |
| Aer Lingus      | 1. Belfast-City |
| BH Air          | Sezonowo: 1. Burgas |
| Eastern Airways | 1. Paryż-Orly (do 30 marca 2024) |
| KLM             | 1. Amsterdam |
| Loganair        | 1. Edynburg |
| Ryanair         | 1. Dublin Sezonowo: 1. Alicante (od 31 marca 2024) 2. Faro 3. Malaga 4. Teneryfa-Południe (od 6 kwietnia 2024) |
| TUI Airways     | 1. Alicante 2. Gran Canaria 3. Lanzarote 4. Malaga 5. Szarm el-Szejk (od 7 października 2024) 6. Teneryfa-Południe Sezonowo: 1. Antalya 2. Burgas 3. Korfu 4. Dalaman 5. Dubrownik 6. Enfidha 7. Heraklion 8. Ibiza 9. Kefalonia 10. Kos 11. Larnaka 12. Menorka 13. Palma de Mallorca 14. Pafos 15. Reus 16. Rodos 17. Zakintos |
| Vueling         | 1. Alicante 2. Malaga |